# Петрівська сільська рада (Покровський район)
| Петрівська сільська рада — колишній орган місцевого самоврядування у Покровському районі Донецької області з адміністративним центром у с. Петрівка. Сільській раді підпорядковані населені пункти: - с. Петрівка - с. Юр'ївка - с. Григорівка - с. Новоолексіївка - с. Пустинка |

## Склад ради
Рада складається з 14 депутатів та голови.

## Керівний склад сільської ради
| ПІБ                         | Основні відомості                                                         | Дата обрання | Дата звільнення |
| --------------------------- | ------------------------------------------------------------------------- | ------------ | --------------- |
| Петченко Сергій Миколайович | Сільський голова, 1952 року народження, освіта, безпартійний              | 26.03.2006   | 31.10.2010      |
| Петченко Сергій Миколайович | Сільський голова, 1952 року народження, освіта вища, член Партії регіонів | 31.10.2010   |                 |

Примітка: таблиця складена за даними джерела